# Felixsee (Gemeinde)
Felixsee, niedersorbisch Feliksowy Jazor, ist eine Gemeinde im Landkreis Spree-Neiße in Brandenburg. Sie wird vom Amt Döbern-Land verwaltet. Der Ortsteil Bloischdorf gehört zum amtlichen Siedlungsgebiet der Sorben/Wenden.

## Geografie

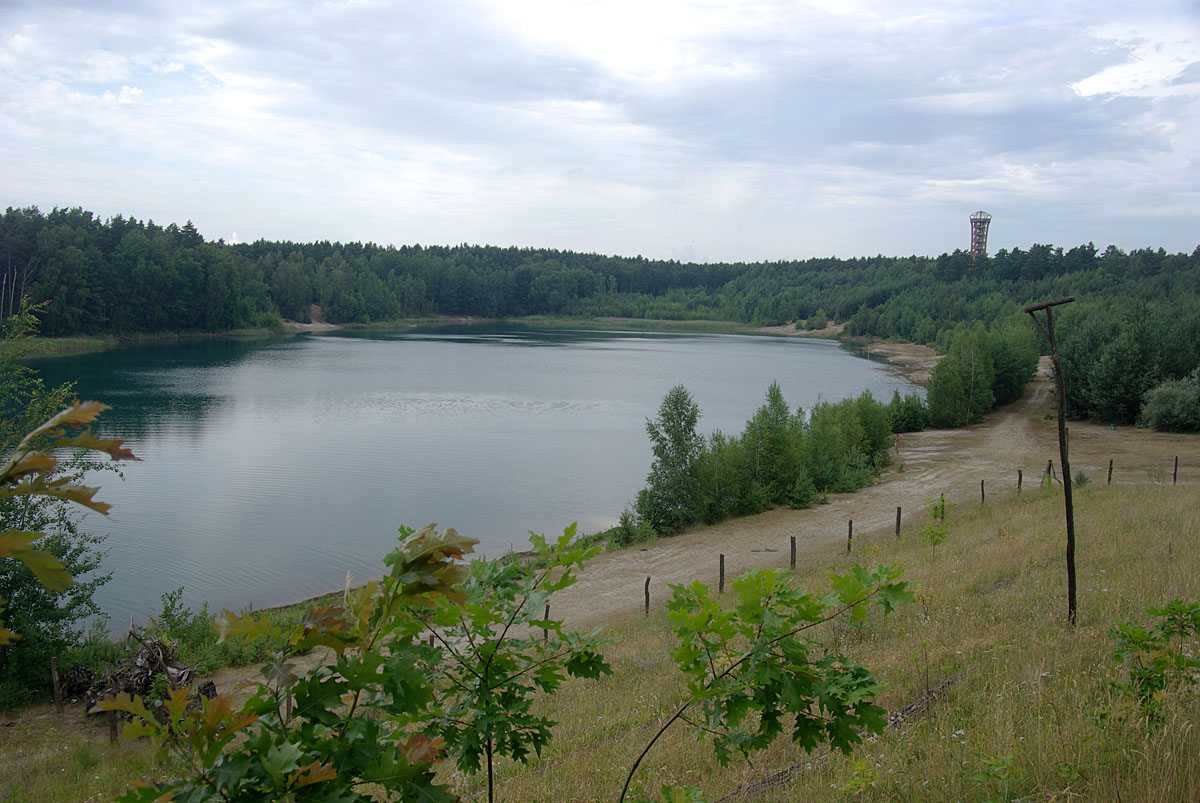
Namensgebender See mit Aussichtsturm

Die Gemeinde Felixsee liegt am Rande des Muskauer Faltenbogens im Südosten des Landes Brandenburg. Die Stadt Spremberg liegt elf Kilometer westlich des geografischen Gemeindezentrums, nach Weißwasser sind es 13 Kilometer nach Südosten und nach Cottbus 22 Kilometer nach Nordwesten.
An Felixsee grenzende Gemeinden sind Wiesengrund im Norden, Neiße-Malxetal im Nordosten, Döbern im Osten, Tschernitz im Südosten, Groß Düben im Süden und Spremberg im Westen. Die Gemeindegrenze zu Groß Düben ist gleichzeitig Landesgrenze zwischen Brandenburg und Sachsen.

## Gemeindegliederung
Felixsee besteht aus den folgenden Ortsteilen mit den zugehörigen Wohnplätzen:
- Bloischdorf (Błobošojce) mit dem Wohnplatz Bloischdorf-Kolonie (Błobošojska Kolonija)
- Bohsdorf (Bóšojce) mit dem Wohnplatz Bohsdorf-Vorwerk (Bóšojski Forwark)
- Friedrichshain (Frycowy Gaj) mit dem Wohnplatz Adamschenke (Adamowa Kjarcma)
- Klein Loitz (Łojojc) mit dem Wohnplatz Klein Loitz Vorwerk (Łojojc Wudwór)
- Reuthen (Ruśi) mit den Wohnplätzen Ausbau (Wutwaŕki) und Horlitza (Horlica)

## Geschichte
Bloischdorf, Bohsdorf, Friedrichshain, Klein Loitz und Reuthen gehörten seit 1816 zum Kreis Spremberg in der preußischen Provinz Brandenburg und ab 1952 zum Kreis Spremberg im DDR-Bezirk Cottbus. Seit 1993 liegen die Orte im brandenburgischen Landkreis Spree-Neiße.
Die Gemeinde Felixsee entstand am 31. Dezember 2001 aus dem freiwilligen Zusammenschluss der bis dahin selbstständigen Gemeinden Bloischdorf, Bohsdorf, Friedrichshain und Klein Loitz. Bloischdorf wechselte damit aus dem Amt Hornow/Simmersdorf in das Amt Döbern-Land. Am 26. Oktober 2003 wurde Reuthen nach Felixsee eingemeindet.

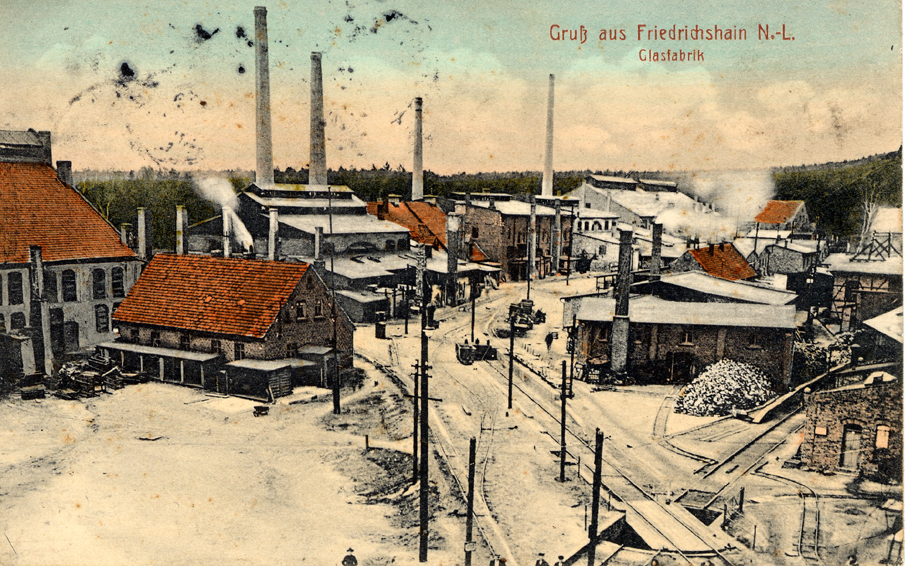
Glashütte Friedrichshain um 1900

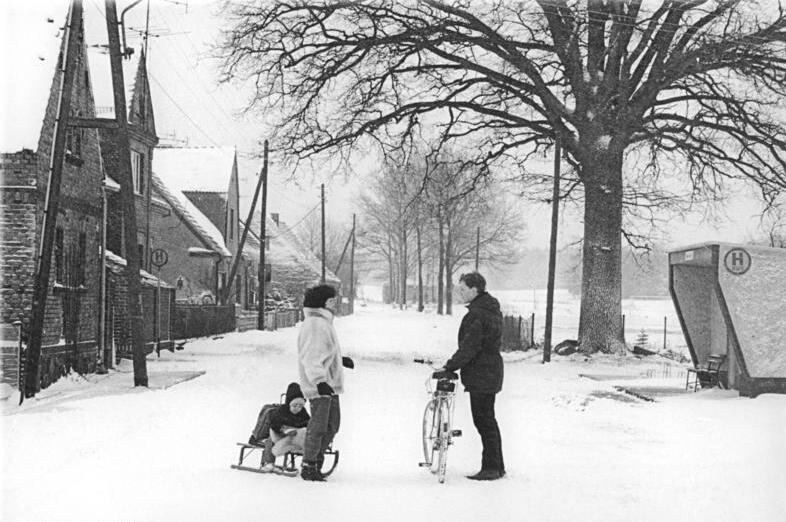
Dorfstraße von Klein Loitz im Winter 1987

Der jüngste Ortsteil ist Friedrichshain. Er entstand erst um 1768 als Siedlung für die Arbeiter der Glashütte. Namenspatron war der sächsische Kurfürst Friedrich August III. Aus der ehemaligen Glashütte ging 1961 das Fernsehkolbenwerk Friedrichshain (FSKW, Hersteller der ersten Fernsehbildschirme der DDR) hervor.

## Bevölkerungsentwicklung
| Jahr | Einwohner |
| ---- | --------- |
| 2001 | 2 223     |
| 2005 | 2 382     |
| 2010 | 2 210     |
| 2015 | 1 920     |
| 2020 | 1 894     |

| Jahr | Einwohner |
| ---- | --------- |
| 2021 | 1 842     |
| 2022 | 1 821     |
| 2023 | 1 806     |
| 2024 | 1 793     |

Gebietsstand des jeweiligen Jahres, Einwohnerzahl: Stand 31. Dezember, ab 2011 auf Basis des Zensus 2011, ab 2022 auf Basis des Zensus 2022

## Politik

### Gemeindevertretung
Die Gemeindevertretung von Felixsee besteht aus 12 Gemeindevertretern und dem ehrenamtlichen Bürgermeister. Die Kommunalwahl am 9. Juni 2024 führte zu folgendem Ergebnis:
| Partei / Wählergruppe                          | Stimmenanteil | Sitze |
| ---------------------------------------------- | ------------- | ----- |
| AfD                                            | 29,0 %        | 3     |
| SPD                                            | 21,4 %        | 3     |
| Wählergruppe Landwirtschaft und Umwelt         | 13,8 %        | 2     |
| Wählergruppe Freunde des Sports Friedrichshain | 08,9 %        | 1     |
| Die Linke                                      | 06,6 %        | 1     |
| Unabhängige Wählergemeinschaft Spree-Neiße     | 06,5 %        | 1     |
| Einzelbewerber Hartmut Bastisch                | 06,5 %        | 1     |
| Einzelbewerber Mike Saenger                    | 03,4 %        | –     |
| Einzelbewerberin Astrid Helbig                 | 02,1 %        | –     |
| Einzelbewerber Rüdiger Damköhler               | 01,9 %        | –     |

Von den Sitzen der AfD bleibt einer unbesetzt, da die Partei nur zwei Kandidaten aufgestellt hatte.

### Bürgermeister
- seit 2003: Peter Rabe (SPD)[9]

Rabe wurde in der Bürgermeisterwahl am 9. Juni 2024 ohne Gegenkandidat mit 61,9 % der gültigen Stimmen für eine weitere Amtszeit von fünf Jahren gewählt.

## Sehenswürdigkeiten
In der Liste der Baudenkmale in Felixsee und in der Liste der Bodendenkmale in Felixsee stehen die in der Denkmalliste des Landes Brandenburg eingetragenen Denkmäler.

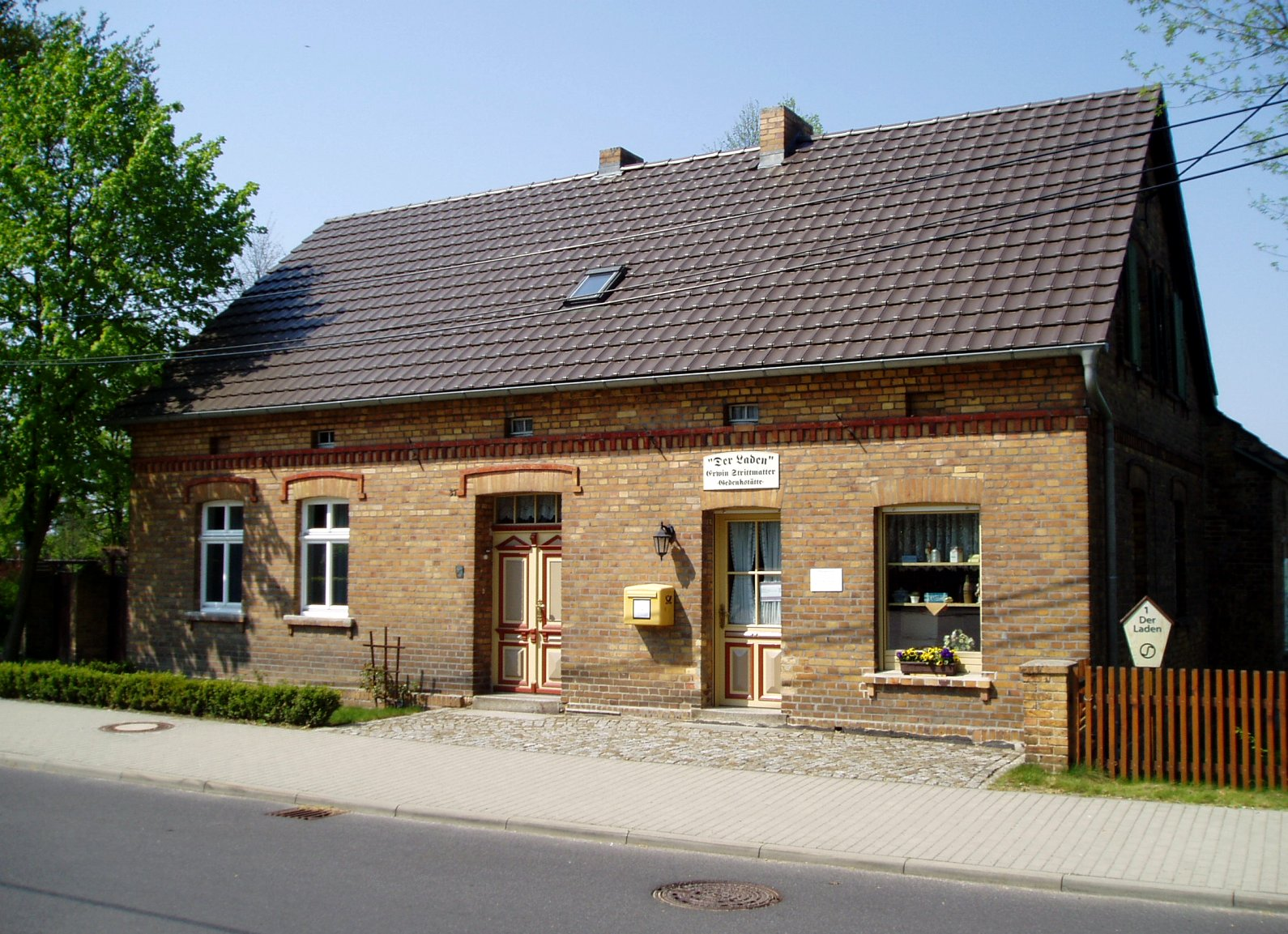
Strittmatters Laden in Bohsdorf

In Bohsdorf erinnert ein Museum an den Laden aus der Romantrilogie von Erwin Strittmatter.

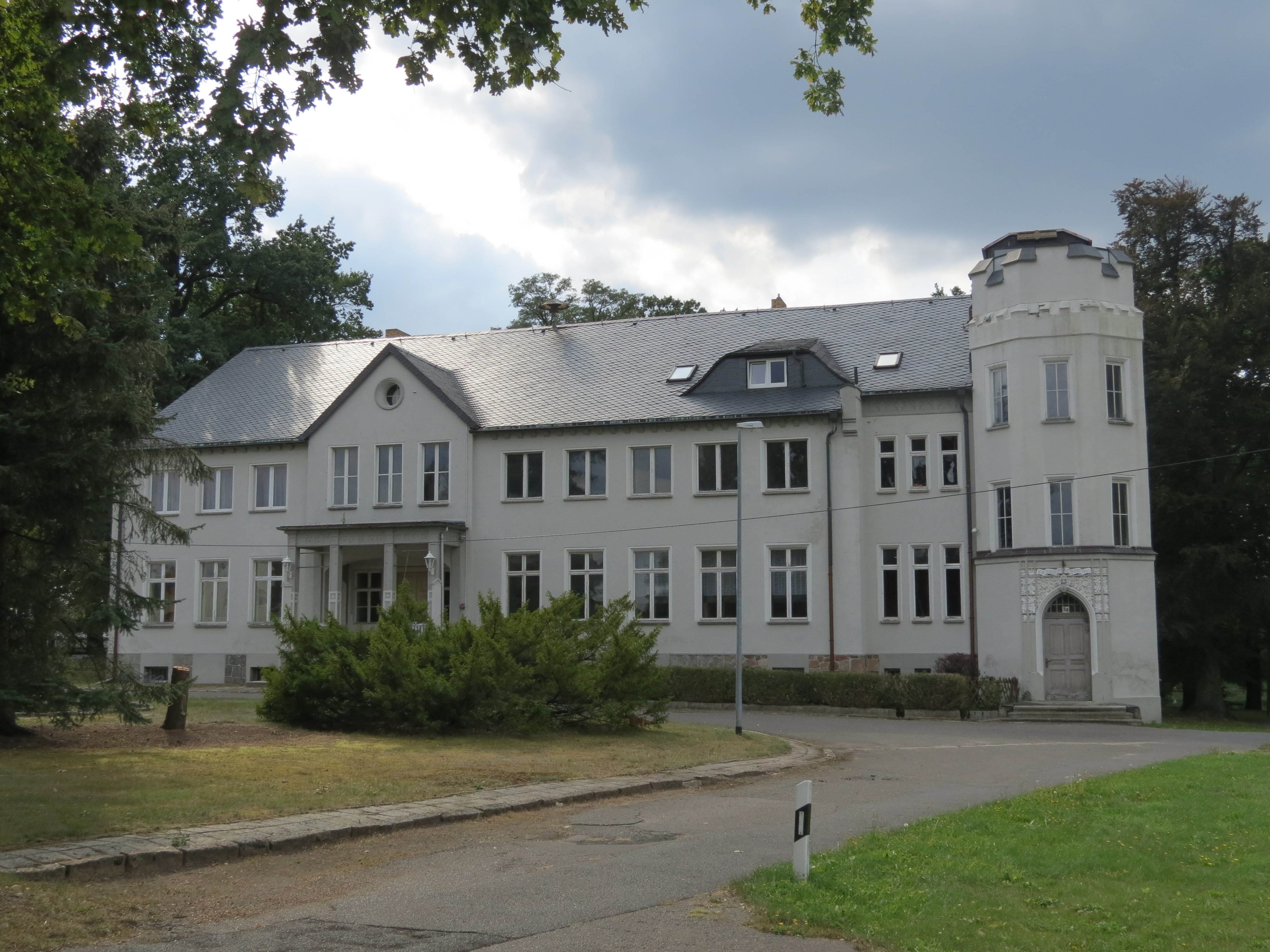
Schloss Klein Loitz

Im Schloss Klein Loitz befindet sich seit 2020 ein Romy-Schneider-Museum.

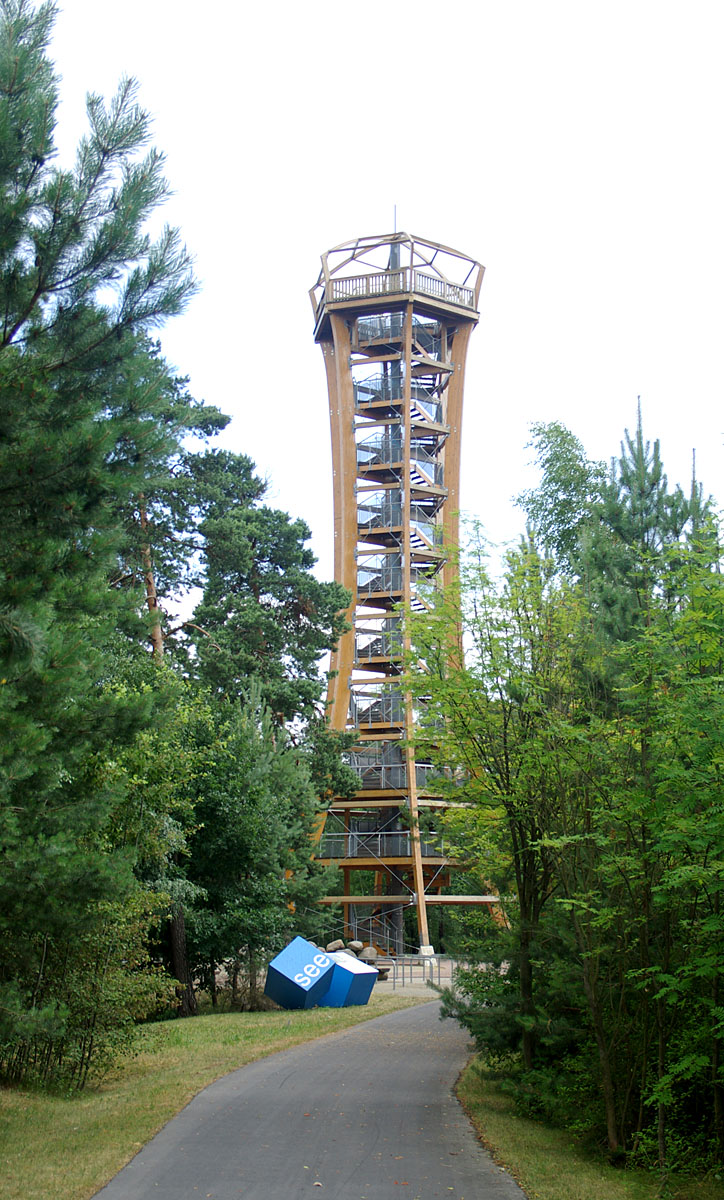
Aussichtsturm am Felixsee

Der namensgebende See ist ein Badegewässer, das aus einem gefluteten Tagebaurestloch entstand. An seinem Rand steht ein im Jahr 2004 errichteter 36 Meter hoher Aussichtsturm.

## Verkehr
Der Ortsteil Friedrichshain liegt an der Landesstraße L 49 und der Wohnplatz Bohsdorf-Vorwerk an der L 482 jeweils nach Döbern. Die Bundesstraße 156 zwischen Spremberg und Tschernitz durchquert das südliche Gemeindegebiet.
Der Radweg Niederlausitzer Bergbautour führt durch die Gemeinde, u. a. an einem Tagebruch entlang.
Südlich von Felixsee verläuft die Bahnstrecke Berlin–Görlitz. Früher führte die Bahnstrecke Weißwasser–Forst mit einem Haltepunkt in Friedrichshain durch die Gemeinde.

## Persönlichkeiten
- Carl Klinke (1840–1864), als Held verehrter preußischer Soldat, wurde in Bohsdorf geboren
- Erwin Strittmatter (1912–1994), Schriftsteller, schilderte seine Kindheit und Jugend in Bohsdorf und Spremberg in der teilautobiographischen Romantrilogie Der Laden
- Walter Kaiser (1923–1965), Ingenieur, erster Betriebsleiter (technischer Direktor) des Fernsehkolbenwerkes (FSKW) Friedrichshain, lebte und verstarb in Friedrichshain
- Sebastian von Rotenhan (1949–2022), Politiker, erwarb 2001 das Herrenhaus im Park von Reuthen
- Solveig Bolduan (* 1958), Malerin und Bildhauerin, lebt und arbeitet in Klein Loitz